# Пуерта-дель-Соль
Пуерта-дель-Соль — центральна площа Мадрида, одна з найвідоміших пам'яток іспанської столиці.

## Історія
У давнину на місці сучасної площі розташовувався один з порталів у стіні, що оточувала Мадрид. Середньовічні міста мали, зазвичай, одну центральну площу, але вздовж міських стін залишали певний вільний простір для оборонного маневру. На подібному просторі біля «Брами Сонця» з часом і утворилась площа, що нагадує звичайну широку вулицю. «Браму Сонця» було знесено 1521 року, щоб зробити ширшим і зручнішим вихід з міста. Площа збільшилась. Її прикрасили будівля церкви Благовіщеня, збудованої в подяку Богу за порятунок від епідемії чуми, монастир Сан-Феліпе-ель-Реаль і розкішний дім розпусти. Втім невдовзі спеціальним декретом Карлоса I бордель було перенесено на сусідню вулицю Кармен. У XVII столітті над джерелом біля церкви Благовіщеня було встановлено бронзову чашу фонтану, до якої з розкритих ротів бронзових масок падали струмені води. Ансамбль увінчувала мармурова статуя Венери, перейменованої мадридцями на «Марібланку» — «Білу Марію». Невдовзі навколо водограю та біля стін монастиря розмістився ринок.
Інші події.
У новорічну ніч 2018—2019 року вперше в історії годинник Пуерта-дель-Соль задзвонив у дзвони згідно з графіком Канарських островів. Після традиційних дванадцяти ударів опівночі, годинник перевели на одну годину, щоб пристосуватись до канарської години.

## Пам'ятки

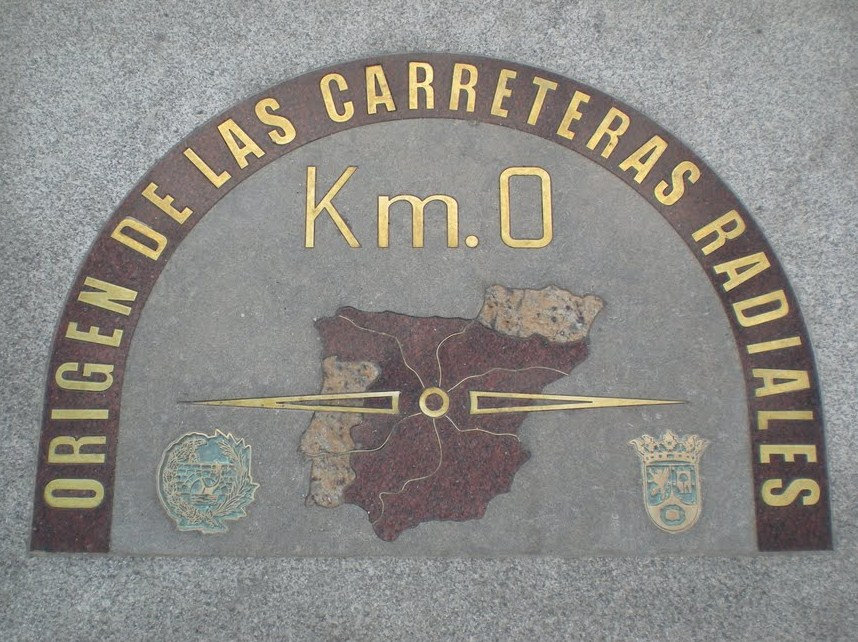
Плита з нульовою точкою

Пуерта-дель-Соль має овальну форму та є перехрестям восьми вулиць. Площа оточена будівлями XVIII століття. Ансамбль площі, що має форму півмісяця, склався до кінця XIX століття за часів правління королеви Ізабелли II. Бронзова пластина, вмонтована в тротуар на площі, слугує нульовою точкою для відліку відстаней в Іспанії.
Серед будівель, розташованих на площі примітним є Дім Пошти, збудований 1761 року. Нині в будівлі розміщується уряд автономної області Мадрид. На фасаді будівлі встановлено дві меморіальні дошки на пам'ять про народне повстання 2 травня 1808 року та про жертв найбільшого в історії Іспанії теракту — підриву мадридських електричок 11 березня 2004 року.

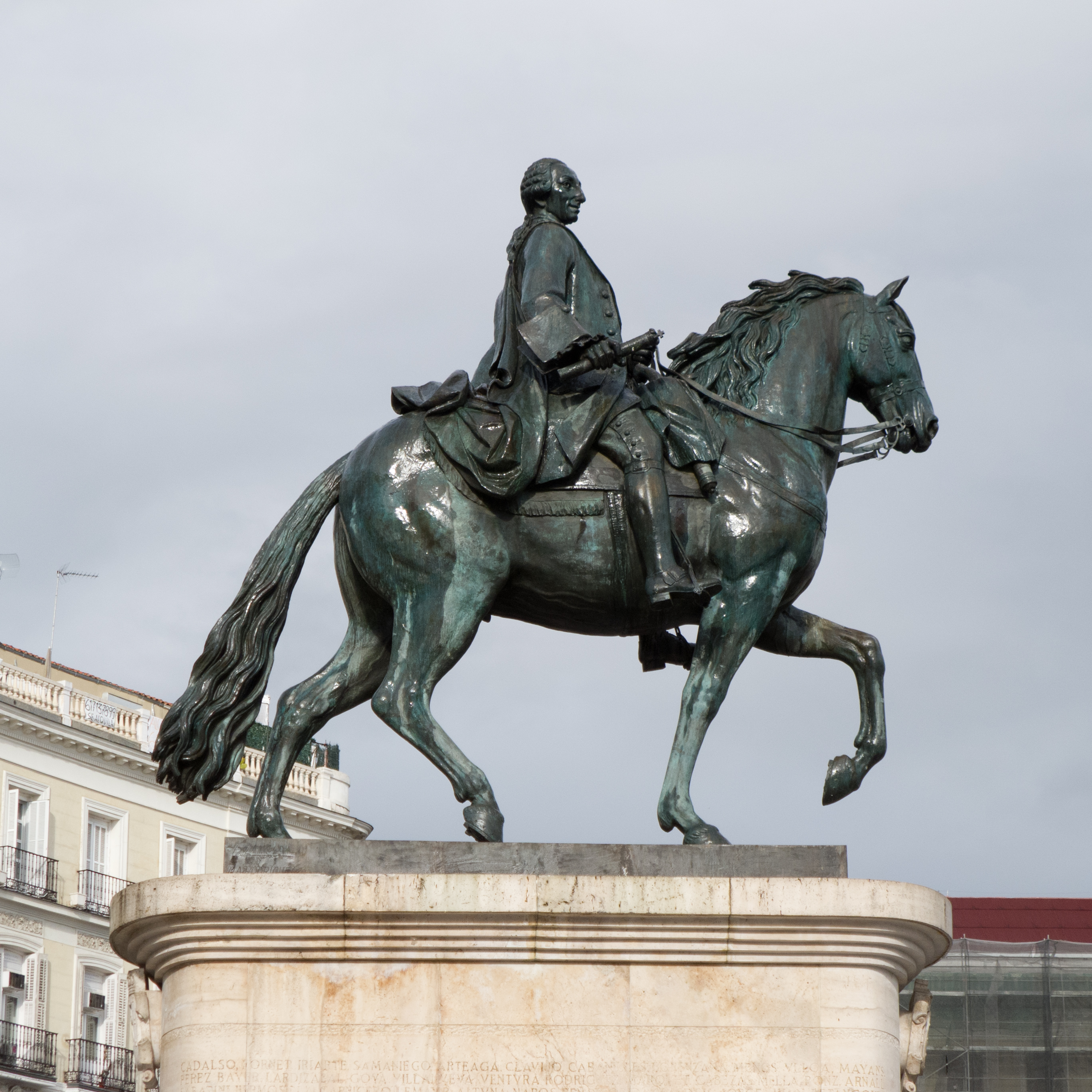
Статуя Карла III

В центрі площі розташована кінна статуя Карла III, а на розі вулиці Кармен — бронзовий символ Мадрида, Ведмедиця й суничне дерево. Також на площі розташовано будівлю Художньої академії.
На площі з'явився перший у місті газовий ліхтар. Звідти починався маршрут першої конки, там же вперше було проведено електричне освітлення, а потім проїхали трамваї. Пізніше площею проїхав перший у столиці автомобіль, за кермом якого був відомий тореро тих часів, а 1919 року під площею пролягла перша мадридська лінія метро.

## Галерея

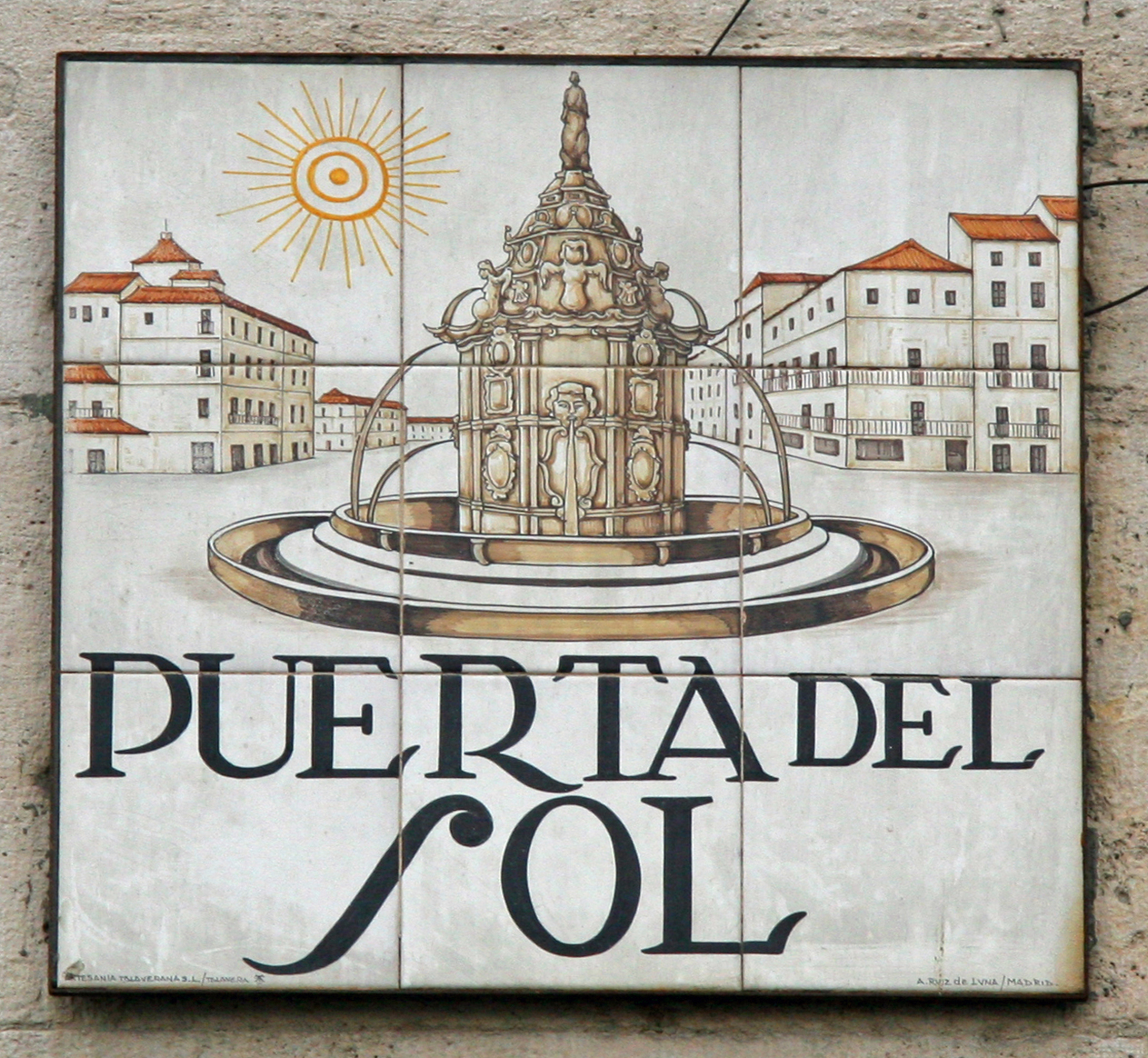
Назва площі на керамічних плитках
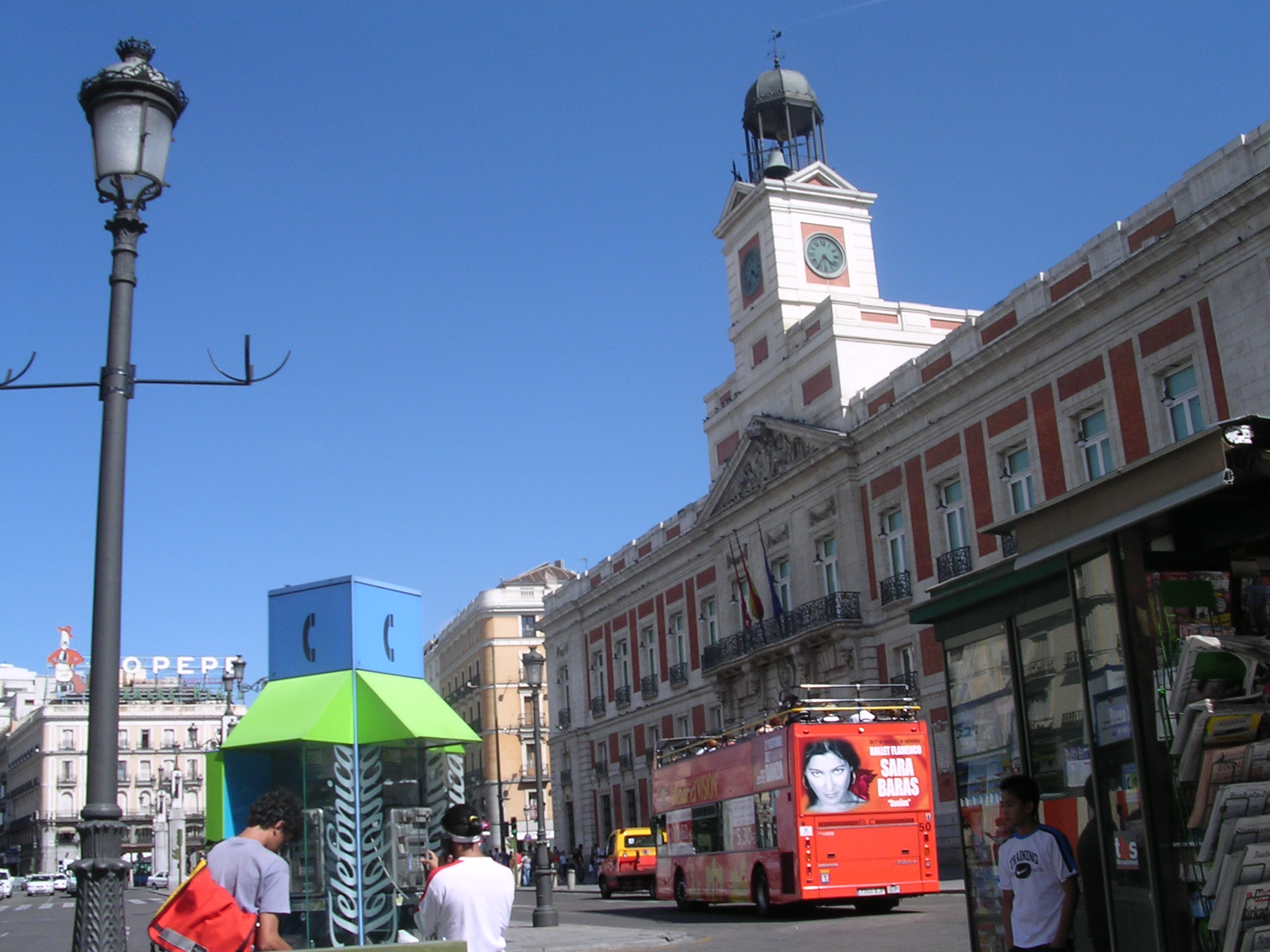
Дім Пошти
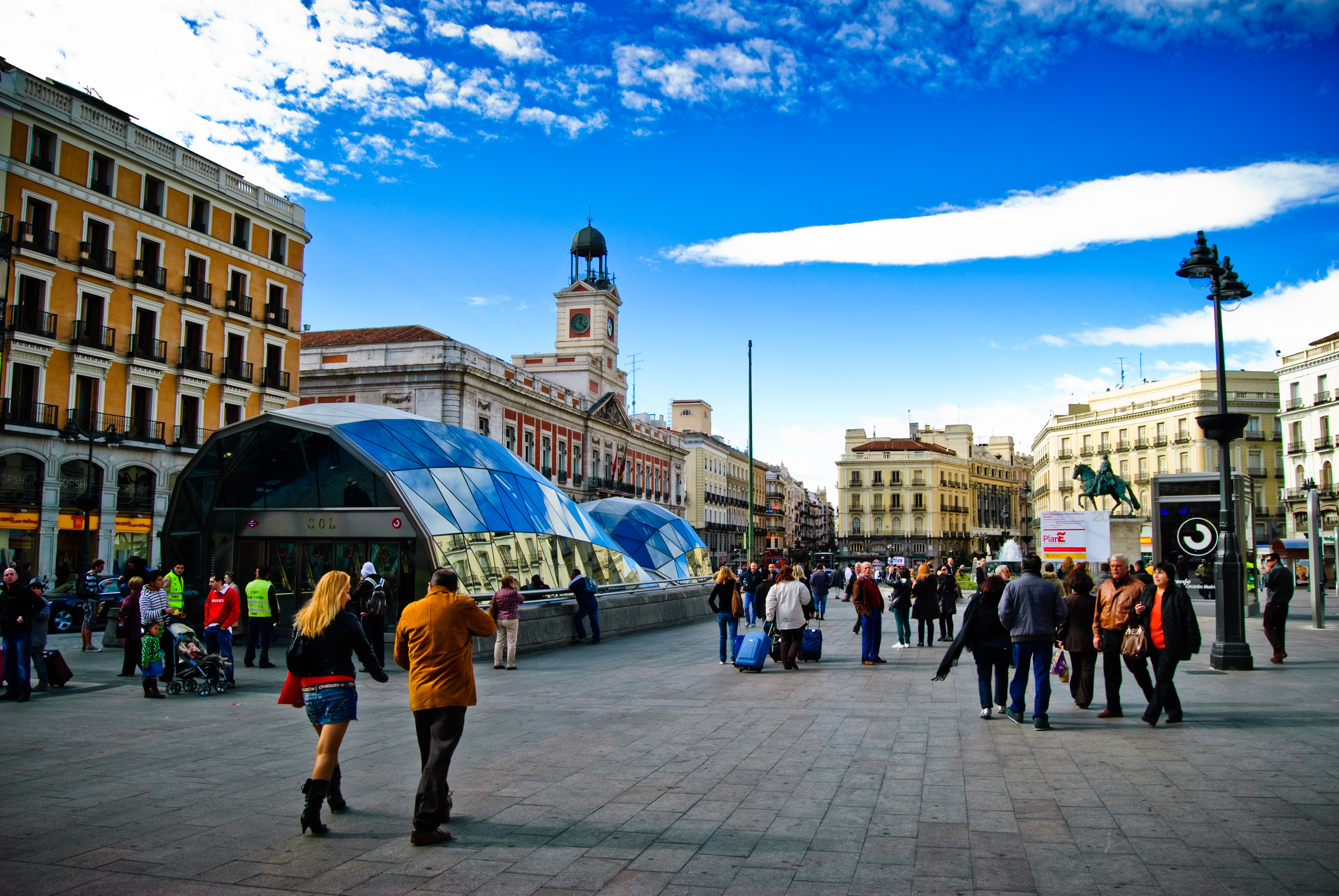
Вхід до метро
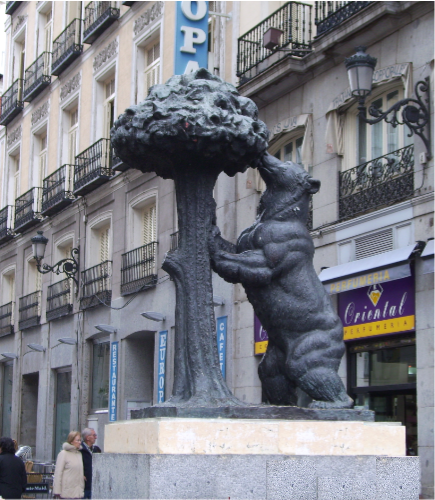
Ведмедиця й суничне дерево
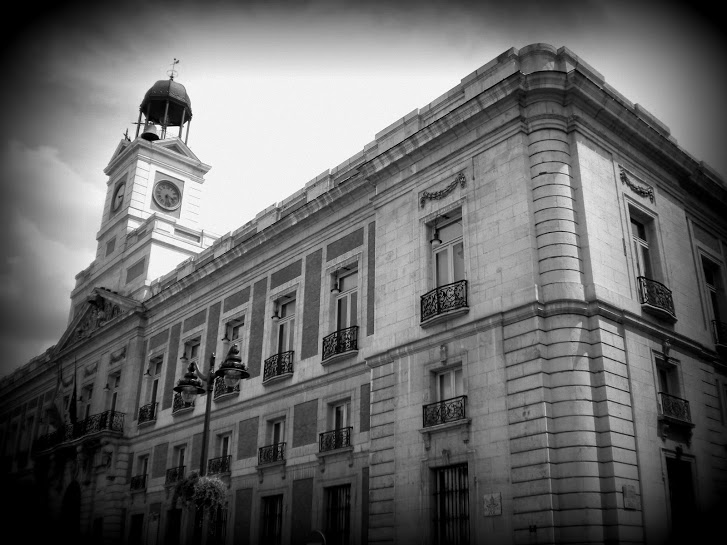
Пуэрта-дель-Соль
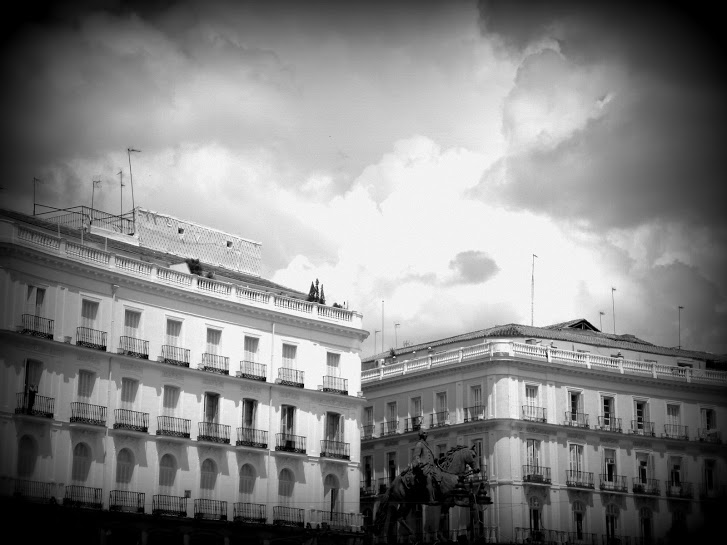
Пуерта-дель-Соль